# 明皇幸蜀图
明皇幸蜀图又名唐人明皇幸蜀圖和摘瓜圖，曾名為宋人關山行旅，是一幅中國古代山水畫，作者據說為唐朝的李昭道，它描繪的是唐玄宗因安史之亂逃到蜀地的歷史。畫中騎三鬃馬的紅衣男子被認為是唐玄宗。清高宗對明皇幸蜀图寫有題跋。
而此畫於考據中，在清宮收藏目錄中原標此作為「宋人關山行旅圖」，但學者依據蘇軾《東坡題跋》等宋代資料，而改為今名，並推測是唐玄宗因安史之亂避幸四川之故實為畫作主題。 畫中山體的青綠設色與石質峭峰造型，確有唐代之源頭，但其華麗而細緻之敷染及精謹的線條運用，卻顯示出十一、二世紀仿本的特質。它的山體結構尤其接近出於十世紀末的《秘藏詮》版畫中的山水。據文獻所記，宋初四川亦多從事此風格，而被誤認為唐代李思訓作品者，今本是否屬此，值得考慮。無論如何，此作代表著北宋對古典傳統的繼承，十分具有重要性。
目前該畫作被收藏於台北國立故宮博物院。

## 外部連結
- 《中国大百科全书》第三版网络版中的条目： （简体中文）